# Europees kampioenschap voetbal 2008 (Groep D) Griekenland - Zweden
Dit artikel gaat over de wedstrijd in de groepsfase in groep D tussen Griekenland en Zweden gespeeld op 10 juni 2008 tijdens het Europees kampioenschap voetbal 2008.

## Voorafgaand aan de wedstrijd
- Zweden heeft grote moeite met scoren. Het land, met de spitsen Zlatan Ibrahimović en Henrik Larsson, scoorde de laatste zes wedstrijden slechts twee keer. Bondscoach Lars Lagerbäck probeerde de spitsen weer op scherp te krijgen door extra te trainen op afwerken[1].
- Griekenland is niet populair voor de Zwitserse voetbalfans. Bij de trainingen onder leiding van bondscoach Otto Rehhagel zijn zo ongeveer 1000 mensen aanwezig. Dit steekt schril af bij het aantal fans dat bij een Portugese training komt kijken. Bij de verliezend finalist van vorig jaar komen ongeveer 11 keer zoveel mensen kijken[2].

## Wedstrijdgegevens

De basisopstellingen van beide landen.

| Datum                | 10 juni 2008                         | 10 juni 2008                         |
| Stadion              | EM-Stadion Wals-Siezenheim, Salzburg | EM-Stadion Wals-Siezenheim, Salzburg |
| Toeschouwers         | 30.000                               | 30.000                               |
| Scheidsrechter       | Massimo Busacca                      | Massimo Busacca                      |
| Assistenten          | Matthias Arnet Stéphane Cuhat        | Matthias Arnet Stéphane Cuhat        |
| Vierde man           | Ivan Bebek                           | Ivan Bebek                           |
| Man van de wedstrijd | Zlatan Ibrahimović                   | Zlatan Ibrahimović                   |
|                      | Griekenland                          | Zweden                               |
| Doelpunten           | 0                                    | 2                                    |
| Gele kaarten         | 3                                    | 0                                    |
| Rode kaarten         | 0                                    | 0                                    |
| Wissels              | 2                                    | 3                                    |
| Schoten op doel      | 5                                    | 3                                    |
| Schoten naast doel   | 2                                    | 7                                    |
| Overtredingen        | 12                                   | 14                                   |
| Hoekschoppen         | 6                                    | 6                                    |
| Buitenspel           | 2                                    | 3                                    |
| Vrije trappen        | 17                                   | 13                                   |
| Strafschoppen        | 0                                    | 0                                    |
| Balbezit (tijd)      | 33'11                                | 27'25                                |
| Balbezit (%)         | 54                                   | 46                                   |

| Griekenland | 0 – 2           | Zweden |
| | goals (assists) | 67' Zlatan Ibrahimović (Henrik Larsson) 72' Petter Hansson |
| Otto Rehhagel | bondscoach      | Lars Lagerbäck |
| Antonios Nikopolidis Giourkas Seitaridis Traianos Dellas 70' Angelos Basinas Angelos Charisteas Giorgos Karagounis Vasilis Torosidis Sotirios Kyrgiakos Theofanis Gekas 46' Paraskevas Antzas Kostas Katsouranis | opstellingen    | Andreas Isaksson Mikael Nilsson Olof Mellberg Petter Hansson 74' Niclas Alexandersson Anders Svensson Fredrik Ljungberg 71' Zlatan Ibrahimović Henrik Larsson Daniel Andersson 78' Christian Wilhelmsson |
| Georgios Samaras 46' Ioannis Amanatidis 70' | wissels         | 71' Johan Elmander 74' Fredrik Stoor 78' Markus Rosenberg |
| Angelos Charisteas 1' Giourkas Seitaridis 51' Vasilis Torosidis 61' | gele kaarten    | |
| | rode kaarten    | |

## Verwijzingen
1. ↑  Pieter Hanson, 6 juni 2008: Zweden oefent op afwerken
2. ↑  Pieter Hanson, 6 juni 2008: Nauwelijks interesse voor Griekenland

## Overzicht van wedstrijden
| Groepswedstrijden | | | |
| Groep A | Groep B | Groep C | Groep D |
| Zwitserland - Tsjechië Portugal - Turkije Tsjechië - Portugal Zwitserland - Turkije Zwitserland - Portugal Turkije - Tsjechië | Oostenrijk - Kroatië Duitsland - Polen Kroatië - Duitsland Oostenrijk - Polen Oostenrijk - Duitsland Polen - Kroatië | Roemenië - Frankrijk Nederland - Italië Italië - Roemenië Nederland - Frankrijk Nederland - Roemenië Frankrijk - Italië | Spanje - Rusland Griekenland - Zweden Zweden - Spanje Griekenland - Rusland Griekenland - Spanje Rusland - Zweden |
| Kwartfinales | | | |
| Portugal - Duitsland | Kroatië - Turkije | Nederland - Rusland | Spanje - Italië                                                                                                   |
| Halve finales | | | |
| Duitsland - Turkije | Duitsland - Turkije                                                                                                  | Rusland - Spanje | Rusland - Spanje                                                                                                  |
| Finale | | | |
| Duitsland - Spanje | | | |